# Simopone annettae
Simopone annettae är en myrart som beskrevs av Heinrich Kutter 1976. Simopone annettae ingår i släktet Simopone och familjen myror. Inga underarter finns listade i Catalogue of Life.